# リアル鬼ごっこ (曲)
楽曲「リアル鬼ごっこ」（リアルおにごっこ）は、
1. KOTOKOの楽曲、及び10作目のシングル。2007年12月19日にジェネオンエンタテインメントから発売された。2007年の映画『リアル鬼ごっこ』主題歌。
2. GLIM SPANKYの楽曲、及び2作目のマキシシングル。2015年7月1日にVirgin Musicから発売された。2015年の映画『リアル鬼ごっこ』イメージ曲。

## KOTOKOの楽曲

### 概要
通常盤（GNCA-72）と初回限定盤（GNCA-71）の2種類が発売され、後者にはプロモーションビデオと、映画で使用された映像を収録したDVDが同梱されている。自身初となる実写映画のタイアップ作品。2008年1月9日にジェネオンエンタテインメントからリリースされた「リアル鬼ごっこオリジナル・サウンドトラック」に同曲の映画バージョンが収録されている。
オリコンが12月17日に発表した「NINKI度ランキング」にてこの楽曲が5ポイント中2ポイント獲得した。新宿、表参道、渋谷の駅にてカードが貼り付けられているポスターと、音が出るポスターを2週間にわたって掲出された。2007年12月19日から翌年1月11日にかけて、発売記念イベント参加希望者募集期間が設けられた。

### 収録曲
1. リアル鬼ごっこ [6:35]
作詞：KOTOKO／作曲・編曲：高瀬一矢
  - 映画『リアル鬼ごっこ』主題歌
2. siren [5:37]
作詞：KOTOKO／作曲・編曲：高瀬一矢
3. リアル鬼ごっこ（instrumental）
4. siren（instrumental）

### DVD
- 「リアル鬼ごっこ」（PV）

#### キャスト
- KOTOKO
- DAVID MARIE
- MARC BESSON
- MASSIMO BIONDI

#### プロモーションビデオスタッフ
- 総合プロデューサー：一法師康孝(FUCTORY records／I've)
- プロデューサー：石原裕久（DNA)
- ディレクター：森田一平（SALOON)
- カメラ：森田一平（SALOON)
- 照明：MASAYUKI OZAWA
- VE：TOORU MIURA
- ヘアー&メイク：須賀千尋
- スタイリスト：前田千佳子（MORIS）
- エディーター：MASAKI MIZUNO
- プロダクションマネージャー：黒川祥志（DNA)
- プロダクション：Dance Not Act
- スペシャルサンクス：imac
- 総合プロデュース：I've&ジェネオンエンタテインメント

### 発売記念イベント
- 2008年2月9日〜2008年2月11日まで日本橋・渋谷・秋葉原・大阪の4箇所にて発売記念イベントが開催された。参加方法は対象店舗でこのCD（通常盤・初回限定盤）を購入すると手に入るハガキによる抽選参加であった。

## GLIM SPANKYの楽曲

### 概要
型番はTYCT-39033。完全初回限定生産。付属のDVDには映画のダイジェスト映像、「リアル鬼ごっこ」、「褒めろよ」のライブ映像が収録されている。GLIM SPANKY公式サイトのディスコグラフィでは、2015年の映画『リアル鬼ごっこ』のメインキャスト3名からのコメントが記載されている。

### 収録曲
1. リアル鬼ごっこ [4:53]
作詞・作曲：松尾レミ
  - 映画『リアル鬼ごっこ』イメージ曲
2. 褒めろよ（2015.5.17 東京キネマ倶楽部LIVE音源） [3:04]
作詞：松尾レミ・いしわたり淳治／作曲：松尾レミ
3. MOVE OVER（2015.5.17 東京キネマ倶楽部LIVE音源） [4:05] (iTunes限定、ジャニス・ジョプリンの楽曲のカヴァー)
作詞・作曲：ジャニス・ジョプリン

### DVD
- 映画 『リアル鬼ごっこ』ダイジェスト映像
- 「リアル鬼ごっこ」ミュージックビデオ
- 「褒めろよ」ライブ映像

「リアル鬼ごっこ」MV及び「褒めろよ」ライブ映像は2015年5月17日にライブハウス・東京キネマ倶楽部で収録されたものである。